# Ракоед, Григорий Никифорович
Григорий Никифорович Ракоед (1930—2007) — советский передовик производства, звеньевой колхоза имени М. И. Калинина Калинковичского района Гомельской области, Белорусской ССР. Герой Социалистического Труда (1966).

## Биография
Родился 12 августа 1930 года в деревне Замостье, Речицкого района Гомельского округа Белорусской ССР в белорусской многодетной крестьянской семье.
С 1941 по 1944 года в период гитлеровской оккупации Белорусской ССР, работал в хозяйстве, помогая матери в воспитании и содержание многочисленных братьев и сестёр.  С 1944 года в период Великой Отечественной войны, после освобождения Белоруссии от гитлеровцев, в возрасте четырнадцать лет, Г. Н. Ракоед был мобилизован в трудовую армию и после окончания Челябинской школы фабрично-заводского обучения, с 1944 по 1948 годы в течение четырёх лет работал на реконструкции и строительстве доменных цехов Магнитогорского металлургического комбината.
С 1948 года работал ездовым в колхозе имени С. М. Кирова Калинковичского района Гомельской области, Белорусской ССР. С 1949 по 1953 годы служил в рядах Советской армии. С 1954 года после окончания Рудаковской школы механизации сельского хозяйства и получив специализацию тракторист-машинист, по комсомольской линии был направлен в Павлодарскую область Казахской ССР на освоение целинных земель. С 1956 по 1958 годы работал трактористом-машинистом в  машинно-тракторной станции Речицкого района Гомельского округа Белорусской ССР. С 1958 года работал трактористом-машинистом в колхозе имени М. И. Калинина в  Зеленочского сельского совета Калинковичского района Гомельской области, Белорусской ССР.
С 1960 года был назначен — руководителем механизированного звена по выращиванию пропашных культур, был инициатором создания звеньевого метода организации работы на полях, что предполагало не только специализацию на одной культуре, но и внедрение коллективного подряда в сельском хозяйстве. В 1965 году звеном под руководством Г. Н. Ракоеда в сложных климатических условиях и при нехватке минеральных удобрений для подкормки было получено  около 250 центнеров зелёной массы кукурузы с гектара, и был собран самый высокий в Калинковичском районе урожай картофеля и свёклы.
30 апреля 1966 года  Указом Президиума Верховного Совета СССР «за успехи, достигнутые в увеличении производства и заготовок картофеля, овощей и плодов»  Григорию Никифоровичу Ракоеду было присвоено звание Героя Социалистического Труда с вручением Медали «Серп и Молот» и Орденом Ленина.
14 февраля 1975 года  Указом Президиума Верховного Совета СССР «за высокие трудовые достижения»  Григорий Никифорович Ракоед был награждён Орденом Трудового Красного Знамени.
Помимо основной деятельности Г. Н. Ракоед занимался и общественно-политической работой:  был секретарём партийной организации и заместителем председателя правления колхоза имени М. И. Калинина, с 1966 по 1971 годы избирался членом ЦК Компартии Беларуси, с 1963 по 1967 годы избирался депутатом Верховного Совета Белорусской ССР 6-го созыва, в 1966 году был делегатом XXVI съезда Коммунистической партии Беларуси.
Скончался 15 января 2007 года в Витебске.

## Награды
- Медаль «Серп и Молот» (30.04.1966)
- Орден Ленина (30.04.1966)
- Орден Трудового Красного Знамени (14.02.1975)
- Почётная грамота Верховного Совета Белорусской ССР (22.02.1962)